# Indotritia phymatha
Indotritia phymatha är en kvalsterart som beskrevs av Wojciech Niedbała 2006. Indotritia phymatha ingår i släktet Indotritia och familjen Oribotritiidae. Inga underarter finns listade i Catalogue of Life.